# Seznam nosilcev častnega vojnega znaka
Seznam nosilcev častnega vojnega znaka.

## Seznam
(datum podelitve - ime)
- 26. oktober 1991 - Branko Bratkovič - Ivan Britovšek - Miroslav Debelak - Bogdan Jenko - Milan Kangler - Srečko Lisjak - Roman Marguč - Jože Šoštarič - Marjan Trope - Darko Lesjak"

- Posmrtna podelitev svojcem - Jernej Molan - Miroslav Moljk - Edvard Peperko - Peter Petrič - Stanislav Požar - Vinko Repnik - Franc Uršič - Anton Žakel

- 16. maj 1993 - Milan Bolkovič - Robert Kešpert - Franc Krenčik - Dimitrij Lokovšek - Diverzantska skupina 6. PŠTO

- 3. avgust 1993 - Dejan Bizjak